# Gájtsasjjávrre
Gájtsasjjávrre är en sjö i Jokkmokks kommun i Lappland och ingår i Luleälvens huvudavrinningsområde. Sjön har en area på 0,827 kvadratkilometer och ligger 679 meter över havet. Gájtsasjjávrre ligger i Padjelanta Natura 2000-område. Sjön avvattnas av vattendraget Gájtsasjjåhkå.

## Delavrinningsområde
Gájtsasjjávrre ingår i det delavrinningsområde (749793-152907) som SMHI kallar för Utloppet av Kaisatj-Jaure. Medelhöjden är 769 meter över havet och ytan är 4,81 kvadratkilometer. Det finns ett avrinningsområde uppströms, och räknas det in blir den ackumulerade arean 10,17 kvadratkilometer. Gájtsasjjåhkå som avvattnar avrinningsområdet har biflödesordning 5, vilket innebär att vattnet flödar genom totalt 5 vattendrag (Njoammeljåhkå, Varggá, Vuojatädno, Stora Luleälv, Luleälven) innan det når havet efter 404 kilometer. Avrinningsområdet består mestadels av kalfjäll (83 procent). Avrinningsområdet har 0,83 kvadratkilometer vattenytor vilket ger det en sjöprocent på 17,3 procent.